# Mail-Klasse
Die Mail-Klasse bestand aus den sechs Kühlschiffen Talamanca, Chiriqui, Peten, Antigua, Quirigua und Veragua, die als Kombischiffe der United Mail Steamship Company, einer Tochtergesellschaft der United Fruit Company (UFC), gebaut wurden und Post, Passagiere und Bananen beförderten. Sie wurden im Zweiten Weltkrieg für die United States Navy erfolgreich als Versorgerschiffe der Mizar-Klasse eingesetzt. Danach wurden sie aufwendig zurückgebaut und wieder in der Fruchtfahrt eingesetzt. Nach rund 10 Jahren wurden sie nach Europa verkauft, drei an die 1870 in Irland gegründete Gesellschaft Elders & Fyffes, die seit 1913 unter Kontrolle der UFC stand, zwei zur Union nach Deutschland, an der die UFC beteiligt war, und eins an Salén in Schweden.

## Geschichte
Die Kühlschiffe wurden im August 1930 bestellt und nach dem Merchant Marine Act von 1928 für die United Mail Steamship gebaut. Sie entstanden auf den Werften Newport News und Bethlehem Shipbuilding Corporation. Die sechs turboelektrisch angetriebenen Einheiten waren die ersten Kühlschiffe der UFC, die in Amerika gebaut wurden. Sie wurden nach Städten, Provinzen oder Gebirgszügen in Mittel- und Südamerika benannt. Die beiden Schiffe Talamanca und Segovia wurden am 15. August 1931 bei Newport News Shipbuilding von Lou Henry Hoover, der Ehefrau des damaligen US-Präsidenten nach einer Doppeltaufe zu Wasser gelassen.
In der Anfangszeit des Dienstes fuhren drei der Schiffe von New York entlang der Atlantikküste nach Panama und drei der Schiffe von San Francisco und Los Angeles an der Pazifikküste nach Panama. Die Schiffe wurden 1941 bzw. 1942 für den Kriegseinsatz an die War Shipping Administration (WSA) übergeben, die sie in Bareboat-Charter betrieben, denn UFC blieb Eigentümer der Schiffe. Sie wurden für diesen Zweck von der WSA aufwendig umgebaut und auch bewaffnet. Nach dieser Zeit wurden die Schiffe zurückgebaut und wieder an die UFC übergeben. Sie sind dann wieder im Bananendienst gefahren. 1953 wurden die Passagiereinrichtungen der vier Schiffe Talamanca, Antigua, Quirigua und Veragua ausgebaut, da der Passagierbetrieb durch den zunehmenden Flugverkehr unrentabel geworden war.
1957 wurden sie überwiegend an Elders & Fyffes übergeben, an der die UFC mehrheitlich beteiligt war. Die Peten ging 1958 als Blexen an die Union in Bremen und wurde erst 1969 abgewrackt. Die Antigua wurde an die Reederei Salén in Schweden verkauft und in Tortuga umbenannt.

## Beschreibung der Schiffe
Die Kühlschiffe hatten Einrichtungen für 113 Passagiere und als zivile Schiffe eine Besatzung von 113 und bei der Navy eine Besatzung von rund 240 Personen. Die Schiffe waren mit einer Länge von 126,6 m, einer Breite von 18,3 m und einem Tiefgang von 7,3 m mit rund 7000 BRT vermessen. Sie hatten 61 Kabinen der ersten Klasse, hatten einen Swimmingpool und einen Ballsaal an Deck. Der Ballsaal und die anderen öffentlichen Räume waren in einem spanischen Stil eingerichtet und der Speisesaal hatte ausreichend Platz, daher konnten die Mahlzeiten in einer Sitzung eingenommen werden.

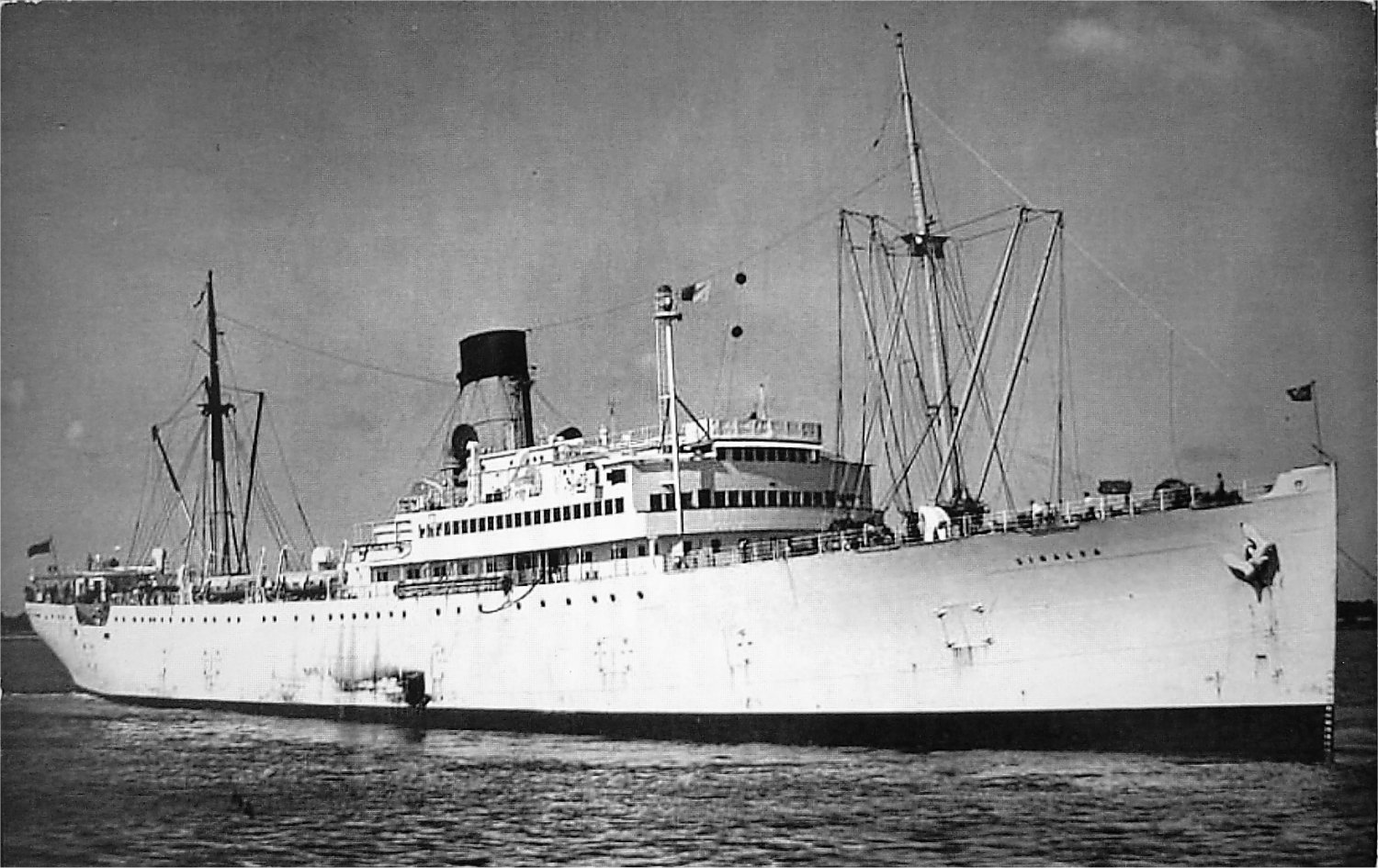
Die Sinaloa fuhr seit 1958 bei Elders & Fyffes

Die Schiffe waren durch acht wasserdichte Schotten in neun Abteilungen unterteilt. Sie hatten vier Luken, wovon sich zwei vor und zwei hinter dem mittleren Aufbau befanden. Mit den je drei Zwischendecks ergaben sich insgesamt vierzehn Kühlladeräume mit einer Kühlraumkapazität von rund 190.000 cubft, die 50000 Bananenstauden aufnehmen konnten. Die Isolierung bestand aus Kork und Rinderhaaren. Die oberen Zwischendecks waren alle mit doppelten Seitenpforten ausgestattet. Die Luke zwei war extra lang und mit einem Schwergutbaum ausgestattet, um schwere Eisenbahngüter zu transportieren.
Auf der Ladereise wurden die Bananenstauden in kleineren als Bin bezeichneten Abteilungen senkrecht gestapelt. Auf der Ballastreise wurde Stückgut geladen, häufig Stahlhalbzeug und Eisenbahnzubehör. Für den Postdienst gab es einen speziellen Raum für Massensendungen und einen Tresorraum für die Beförderung von Wertsendungen und Goldbarren. Diese Räume befanden sich an Steuerbord auf Hauptdecksebene mit direktem Zugang durch eine Seitenpforte.

### Antriebsanlage

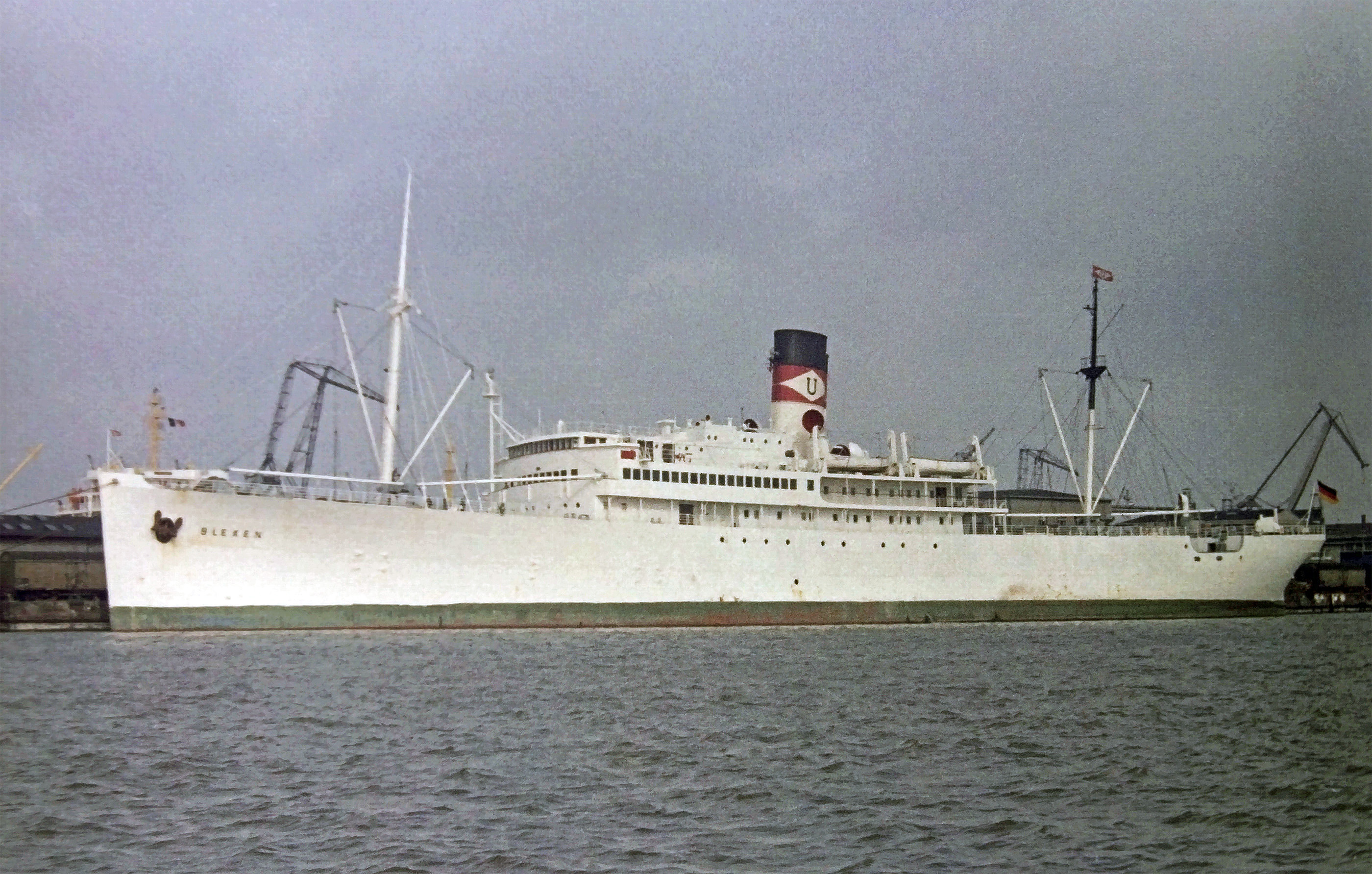
Die Blexen löscht Bananen in Bremerhaven

Vier ölbeheizte Wasserrohr-Kessel erzeugten Dampf für die 14-stufigen General Electric Dampfturbinen mit 24 bar Nenndruck und einer Dampftemperatur von 320 °C. Die zwei Propeller wurden von zwei GE-Elektromotoren mit 3.150 Volt, 4.200 Kilowatt bei 125 Umdrehungen angetrieben. Der turboelektrische Antrieb verlieh den Schiffen eine Dienstgeschwindigkeit von 18 kn. Zur Stromerzeugung dienten drei Turbogeneratoren mit einer Nennleistung von jeweils 500 kW.

### Kälteanlagen
Die Kühlschiffe der Mail-Klasse verfügten über drei völlig unabhängige Kälteanlagen. Neben der mit Kohlendioxid als Kältemittel arbeitende Ladungskühlanlage für die Fruchtladung wurde eine separate Ammoniak-Anlage für einen Tiefkühlladeraum für Fracht wie Fisch und Fleisch eingebaut, der sich im hinteren Teil des Hauptdecks befand. Eine dritte Anlage versorgte die großen Proviantkühlräume. Die Kältemaschinen für die Ladekühlräume befanden sich unmittelbar hinter dem Hauptmaschinenraum. Bei dieser Anlage handelte es sich um eine indirekte Kohlendioxid-Kompressionsanlage mit drei Kältekompressoren, deren Solepumpen durch Elektromotoren angetrieben wurden. Die Kapazität war so bemessen, dass sie die notwendige Temperaturabsenkung des Laderaums unter tropischen Bedingungen in kurzer Zeit gewährleistete.
Die Kälteanlage für den Tiefkühlladeraum war eine halbautomatische direkt wirkende Ammoniak-Kälteanlage mit Direktexpansion und einem einfachwirkenden elektrisch angetriebenen 2-Zylinder-Kompressor. Sie wurde in einem gasdichten Raum auf dem Hauptdeck achtern untergebracht, der an den Tiefkühlladeraum angrenzte. Für die Proviantkühlräume des Schiffes und die Hauptkühlschränke im Aufbau befand sich neben dem Maschinenraum auf der Backbordseite des Hauptdecks eine Kohlendioxid-Kälteanlage. Diese Anlage bestand aus zwei Motorkompressoren, einem Solekühler, zwei Solekreiselpumpen, einem Kondensator und einer Wasserumwälzpumpe.
| Bauname   | Bauwerft Baunummer           | Stapellauf Ablieferung        | Bemerkungen und Verbleib |
| --------- | ---------------------------- | ----------------------------- | --- |
| Talamanca | Newport News, 344            | 15. August 1931 Dezember 1931 | 1941 US Navy als Talamanca , 1945 UFCO, 1952 Umbau Newport News, 1957 an Elders & Fyffes als Sulaco, ab 28. Juli 1964 durch Van Heyghen Freres in Brügge verschrottet. |
| Chiriqui  | Newport News, 346            | 14. November 1931 März 1932   | 1941 US Navy als Tarazed, 1946 UFCO, 1958 Umbau, dabei Passagiereinrichtungen weitgehend entfernt, 1958 an Union in Bremen als Blexen, ab 28. November 1969 in Kaohsiung verschrottet.                                                                                              |
| Segovia   | Newport News, 345/364        | 15. August 1931 Februar 1933  | Nach dem Stapellauf in Brand geraten und als Peten neu aufgebaut, 1937 verchartert und umbenannt in Jamaica, 1941 als Ariel zur US Navy, 1946 UFCO, 1958 Umbau, dabei Passagiereinrichtungen weitgehend entfernt, 1958 an Union in Bremen als Blumenthal, 1969 abgewrackt in Taiwan |
| Antigua   | Bethlehem Shipbuilding, 1444 | 12. Dezember 1931 März 1932   | 1942 WSA, 1946 UFCO, 1953 Umbau dabei Passagiereinrichtungen weitgehend entfernt, 1958 an die Salén Reederei in Schweden als Tortuga , 1964 abgewrackt in Belgien |
| Quirigua  | Bethlehem Shipbuilding, 1445 | 6. Februar 1932 Mai 1932      | 1941 US Navy als Mizar, August 1946 – Februar 1947 Rückbau danach 105/96 Passagiere 7479 GRT, 1947 UFCO, 1957 Elders & Fyffes als Samala (II) 1962 abgewrackt in Kaohsiung |
| Veragua   | Bethlehem Shipbuilding, 1446 | 23. April 1932 Juli 1932      | 1942 US Navy als Merak, 1946 UFCO, 1952/53 Umbau bei Newport News, dabei Passagiereinrichtungen weitgehend entfernt 7513 GRT, 1958 Elders & Fyffes als Sinaloa, 1969 abgewrackt in Antwerpen,                                                                                       |

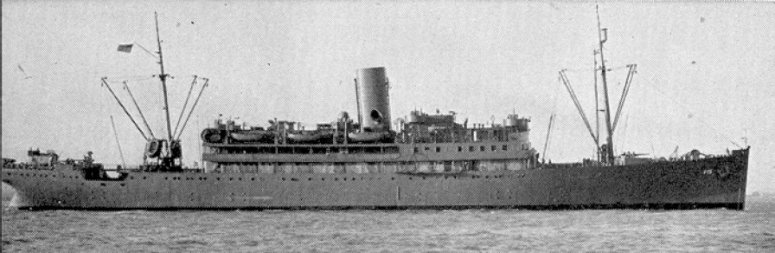
USS Talamanca
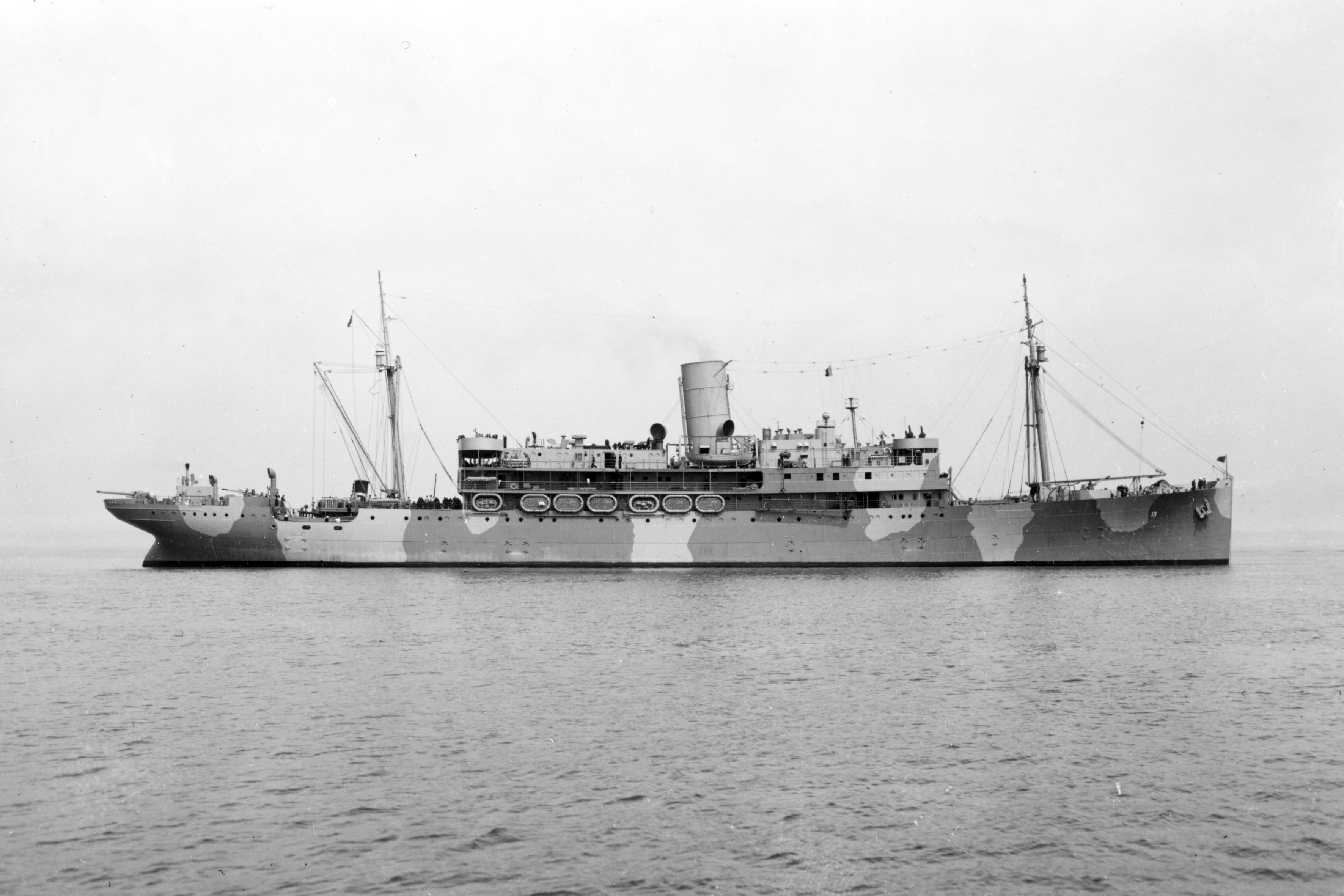
USS Tarazed
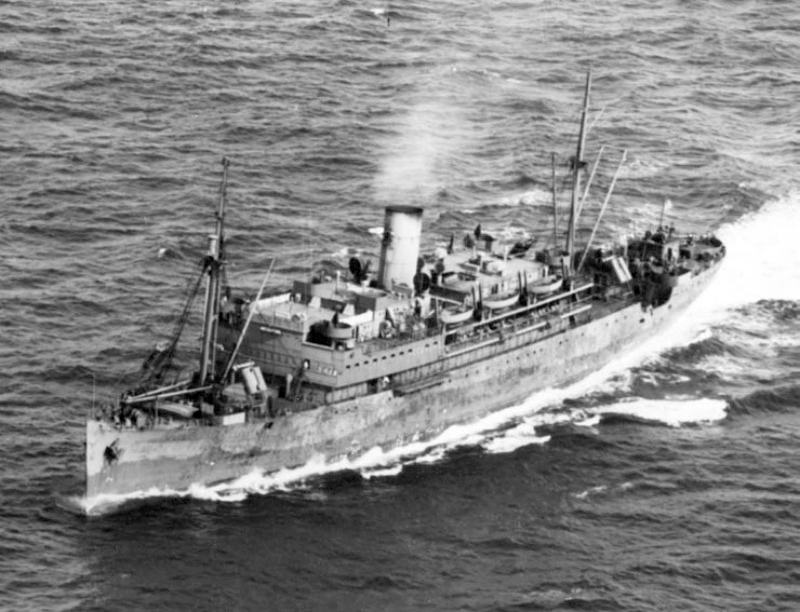
Antigua
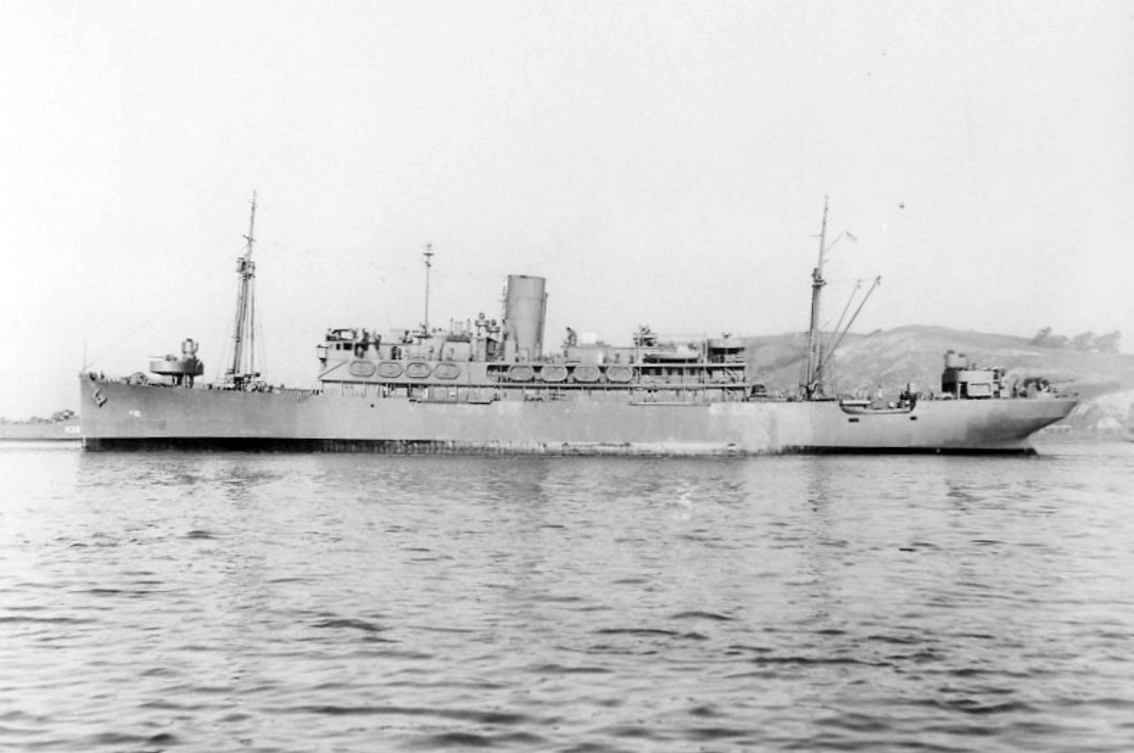
USS Mizar
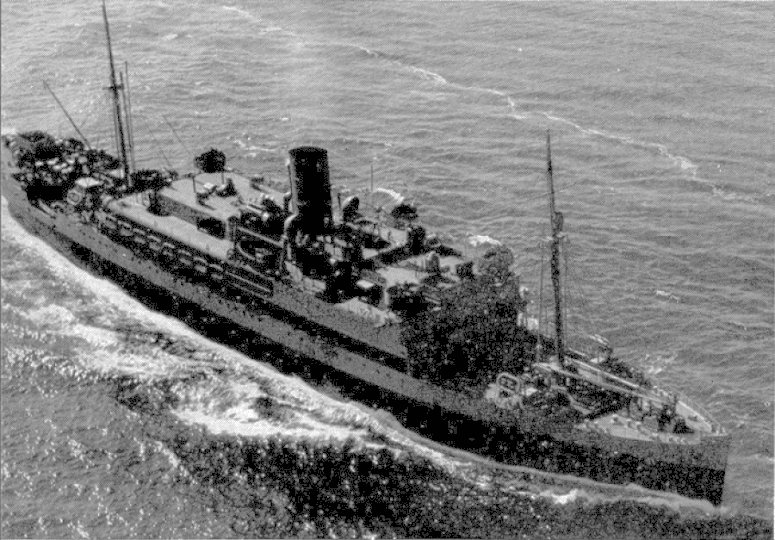
USS Merak